# Blaž Božič
Blaž Božič (* 23. Oktober 1990 in Ljubljana) ist ein slowenischer Fußballspieler.

## Karriere

### Verein
Božič begann seine Karriere beim NK Olimpija Ljubljana. Zur Saison 2005/06 wechselte er zum NK Svoboda Ljubljana. Zur Saison 2007/08 wechselte er in die Jugend von Interblock Ljubljana. Im September 2008 debütierte er für die Profis von Interblock in der 1. SNL, als er am achten Spieltag der Saison 2008/09 gegen den NK Celje in der 88. Minute für Ermin Rakovič eingewechselt wurde. Im April 2009 erzielte er bei einem 3:1-Sieg gegen den NK Primorje sein erstes Tor in der höchsten slowenischen Spielklasse. In der Saison 2008/09 kam er zu 20 Einsätzen, in denen er ein Tor erzielte. In der Saison 2009/10 absolvierte 24 Erstligaspiele. Zu Saisonende stieg er mit Interblock allerdings nach verlorener Relegation gegen den NK Triglav Kranj aus der 1. SNL ab.
Daraufhin kehrte er zur Saison 2010/11 zu Olimpija Ljubljana, wo er einst seine Karriere begonnen hatte. Bei Olimpija kam er in fünf Spielzeiten zu insgesamt 70 Einsätzen in der 1. SNL, in denen er zwei Tore machte. Zur Saison 2015/16 wechselte Božič nach Österreich zum Regionalligisten SC Schwaz. Für Schwaz spielte er sechs Mal in der Regionalliga.
In der Winterpause kehrte er wieder nach Slowenien zurück und schloss sich dem Zweitligisten NK Šenčur an. Für Šenčur kam er zu elf Einsätzen in der 2. SNL. Zur Saison 2016/17 wechselte er zum italienischen Viertligisten ASD Cordenons. Für Cordenons spielte er 15 Mal in der Serie D, aus der er allerdings mit dem Verein zu Saisonende abstieg. Daraufhin kehrte er abermals nach Slowenien zurück und wechselte zum Zweitligisten ND Ilirija 1911. Für Ilirija kam er zu fünf Zweitligaeinsätzen.
Zur Saison 2018/19 wechselte er ein zweites Mal nach Österreich, diesmal zum sechstklassigen SV Arnoldstein. Für Arnoldstein kam er zu 15 Einsätzen in der 1. Klasse, ehe er in der Winterpause zu den fünftklassigen SF Rückersdorf wechselte. Für Rückersdorf machte er 13 Spiele in der Unterliga. Zur Saison 2019/20 schloss er sich dem ebenfalls fünftklassigen URC Thal/Assling an.

### Nationalmannschaft
Božič spielte zwischen August 2006 und Mai 2007 sieben Mal für die slowenische U-17-Auswahl. Von Oktober 2007 bis Mai 2008 kam er zu sechs Einsätzen in der U-18-Mannschaft. Im Oktober 2008 debütierte er gegen Norwegen für die U-19-Auswahl, für die er bis Juni 2009 fünf Mal spielte. Im Februar 2010 absolvierte er gegen Italien sein einziges Spiel im U-20-Team.
Im November 2010 debütierte er gegen Kroatien für die U-21-Mannschaft. Für diese kam Božič bis September 2012 fünfmal zum Einsatz.